# Алайский район
Алайский район (кирг. Алай району) — административная единица в Ошской области Кыргызстана. Районный центр — село Гульча (кирг. Гүлчө).

## История
В 1928 году был создан как Алай-Гулчинский район. В 1936 году его разделили на 2 района — Алайский и Чон-Алайский. 23 июля 1958 года оба района снова были объединены под названием Алайский район. 29 октября 1958 года к Алайскому району был присоединён Гульчинский район.
В 1992 году после провозглашения независимости Кыргызстана он опять делится на 2 района — восточный Алайский и западный Чон-Алайский.
5 октября 2008 года в районе села Нура произошло землетрясение магнитудой 8 баллов по шкале Рихтера, в результате которого погибли 75 человек, в том числе 42 ребёнка.

## География
Площадь района равна 7582 км², что составляет 26 % от общей площади Ошской области.
Алайский район расположен в пределах двух долин — Алайской и Гулчинской. На территории района, на границе с Китаем, находится КПП «Иркештам-автодорожный».

## Население
По данным Всесоюзной переписи населения 1989 года, в границах Алайского района (включая Чон-Алайский район, входивший в его состав в 1959—1992 годах) проживало 66 858 человек. В 2007 году численность населения района составила 72 110 жителей, в том числе киргизы — 71 901 человек или 99,6 %.

## Административно-территориальное деление
В состав района входят 14 аильных (сельских) округов, в которых расположено 65 сельских населённых пунктов:
1. Алайский аильный округ имени К.Белекбаева: с. Сопу-Коргон (центр), Аскалы, Джергетал, Колдук, Таргалак, Терек, Чий-Талаа;
2. Будалыкский аильный округ: с. Кара-Суу (центр), Кайнама, Тамга-Терек, Кум-Шоро, Октябрь, Оро-Дебе;
3. Бюлелинский аильный округ: с. Кошулуш (центр), Кичи-Бюлелю, Кел-Чаты, Чон-Бюлелю;
4. Гульчинский аильный округ: с. Гульча (центр), Кара-Булак, Жылы-Суу, Таш-Короо, Чакмак, Курманжан Датка;
5. Джошолунский аильный округ: с. Джаны-Турмуш (центр), Аюу-Тапан, Коммунизм, Ленин-Джол, Миязды, Орто-Суу, Осоавиахим, Кара-Токту;
6. Конур-Добонский аильный округ: с. Боз-Караган (центр), Джар-Кыштак, Кара-Шоро, Арпа-Тектир, Кызыл-Ой;
7. Кабылан-Колский аильный округ: с. Кабылан-Кол (центр), Кунгей, Кара-Жыгач, Курулуш;
8. Корульский аильный округ: с. Тогуз-Булак (центр), Кен-Джылга, Первое Мая, Арал;
9. Ленинский аильный округ: с. Согонду (центр), Им. Гагарина, Кун-Элек, Мурдаш;
10. Талды-Сууский аильный округ: с. Талды-Суу (центр), Арча-Булак, Кек-Булак, Кургак, Сары-Могол;
11. Сары-Моголский аильный округ: с. Сары-Могол (центр);
12. Уч-Дебенский аильный округ: с. Кичи-Каракол (центр), Ак-Босого, Ак-Джай, Геджиге, Кызыл-Алай, Чон-Каракол;
13. Жаны-Алайский аильный округ: с. Жаны-Алай (центр), Жаны-Арык;
14. Сары-Ташский аильный округ: с. Сары-Таш (центр), Кек-Суу, Нура;